# 杜张水库
杜张水库，是中国山东省济南市章丘区龙山街道境内的一座水库，位于小清河支流巨野河东西支流汇合处。

## 历史
杜张水库位于章丘区龙山街道杜张村西，东西巨野河汇合处，距离历城区唐王镇8公里，距离小清河15公里，控制流域面积226平方公里。“三查三定”后定防洪标准为300年一遇，校核水位48.85米，兴利水位44.6米，总库容1148万立方米，兴利库容440万立方米，死库容220万立方米。
主副大坝均为粘土均质坝。主坝长700米，最大坝高17米，坝顶高程51米。副坝长350米，最大坝高9米，坝顶高程51米。溢洪道在主副坝之间，为开敞式浆砌石溢流坝长100米，坝顶高程44.6米，最大泄量为1780立方米/秒。在主坝东段建一孔竖井式钢筋砼压力涵管放水洞，内径0.7米，进口高程40米，设计流量5.4立方米/秒。
水库前身是一座总库容240万立方米的小(一)型水库，因水源充足，由章丘区水利局设计，经山东省水利厅批准，于1959年10月22日动工，翌年6月竣工，改建成中型水库。1964年特大洪水，将原灰土溢洪坝全部冲垮，水库不能蓄水，于1965年9月重修了砌石溢洪坝，改建了放水洞。1978年为提高防洪能力，将大坝加高到51米高程。
灌区工程与水库同时施工，经逐年配套，建成总干渠1条长2公里，干渠3条长4.3公里，支渠7条长4公里，渠沟建筑物27座。1967年把绣惠渠3干渠延伸到水库，扩大了水库的水源，设计灌溉面积1333公顷，有效灌溉面积1000公顷。
水库建成后，1972～1981年平均每年蓄水860万立方米，保证了灌溉用水。80年代以来连年干旱，水库基本无水可蓄。